# José Juan Verocay

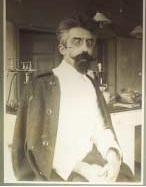
José Juan Verocay

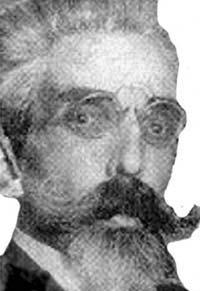
José Juan Verocay (um 1915)

José Juan Verocay (* Juni 1876 in Paysandú; † 1927 oder 1928 in Teplitz) war ein uruguayischer Pathologe.

## Leben
Verocay verbrachte die Zeit seiner gymnasialen Ausbildung in Trient und studierte Medizin an der Deutschen Universität im seinerzeitigen österreich-ungarischen Prag. Hier erhielt er 1904 seine Promotion. Er arbeitete sodann am pathologischen Institut der Deutschen Universität in Prag an der Seite Hans Chiaris. Auf ihn sind die sogenannten Verocay bodies zurückzuführen, die er 1910 erstmals beschrieb. Seinerzeit trugen auch Schwannome die Bezeichnung Verocay-Neurinome. In seiner Heimat Uruguay erschien am 18. Dezember 1998 eine Briefmarke mit seinem Konterfei.

## Veröffentlichungen (Auszug)
- Beseitigung der Formolniederschläge aus mikroskopischen Schnitten, 1908[5]
- Multiple Geschwülste als Systemerkrankung am nervösen Apparate, 1908
- Zur Kenntnis der Neurofibrome, 1910